# Góra boga kanibali
Góra boga kanibali (włoski tytuł: La montagna del dio cannibale) – jeden z głównych włoskich filmów kanibalistycznych wydany w 1978 roku, w reżyserii Sergia Martina. Film jest również znany pod angielskimi tytułami The Mountain of the Cannibal God, Slave of the Cannibal God i Prisoner of the Cannibal God.

## Fabuła
Film opisuje historię kobiety Susan Stevenson próbującej wspólnie ze swym bratem Arthurem odnaleźć swojego męża antropologa imieniem Henry w dżungli Papui-Nowej Gwinei. W poszukiwaniach pomaga im inny antropolog prof. Edward Foster oraz grupa wynajętych przez niego rdzennych Papuasów. Prof. Foster sugeruje Susan, że jej mąż najprawdopodobniej udał się na pewną wyspę, a konkretniej na znajdującą się na niej górę o nazwie Ra-Rami, uważaną przez miejscowych za przeklętą. W trakcie wyprawy, jednak ekipa napotyka trudności zarówno związane z ciężkimi warunkami dżungli i atakami dzikich zwierząt, ale także z atakami miejscowych plemion, o wyraźnym podłożu kanibalistycznym, powodującymi tajemnicze zaginięcia kolejnych członków ekipy. Po kilku takich atakach ekipa przypadkiem trafia do ośrodka położonego w dżungli, gdzie po krótkim pobycie zabierają ze sobą w dalszą wyprawę napotkanego tam podróżnika imieniem Manolo. Wkrótce jednak okazuje się, że wszyscy wybrali się na tę wyprawę ze swoich prywatnych powodów, żadnym z których nie było odnalezienie Arthura. Z tego też powodu wybuchają między podróżnikami konflikty, a sprawy komplikują jeszcze bardziej spotkania z tajemniczym, dotychczas uważanym za wymarłe, plemieniem kanibali.